# Ringer-Weltmeisterschaften 2014
Die Ringer-Weltmeisterschaften 2014 fanden vom 8. bis 14. September 2014 im usbekischen Taschkent statt.
Usbekistan war erstmals Austragungsort einer Weltmeisterschaft im Ringen.

## Männer

### Griechisch-römischer Stil

#### Kategorie bis 59kg
| Platz | Land                | Sportler                |
| ----- | ------------------- | ----------------------- |
| 1     | Iran                | Hamid Soryan Reihanpour |
| 2     | Russland            | Mingijan Semjonow       |
| 3     | Norwegen            | Stig André Berge        |
| 3     | Usbekistan          | Elmurat Tasmuradow      |
| 5     | Vereinigte Staaten  | Spenser Mango           |
| 5     | Kuba                | Ismael Borrero Molina   |
| 7     | Ägypten             | Haithem Ahmed Fahmy     |
| 8     | Volksrepublik China | Wang Lumin              |
|       |                     |                         |
| 11    | Deutschland         | Deniz Menekse           |

Datum: 14. September 2014

Teilnehmer: 36

#### Kategorie bis 66kg
| Platz | Land          | Sportler           |
| ----- | ------------- | ------------------ |
| 1     | Serbien       | Davor Štefanek     |
| 2     | Iran          | Omid Haji Noroozi  |
| 3     | Ungarn        | Tamás Lőrincz      |
| 3     | Litauen       | Edgaras Venckaitis |
| 5     | Deutschland   | Frank Stäbler      |
| 5     | Aserbaidschan | Həsən Əliyev       |
| 7     | Georgien      | Rewas Laschchi     |
| 8     | Japan         | Hideyuki Otoizumi  |
|       |               |                    |
| 22    | Österreich    | Benedikt Puffer    |

Datum: 13. September 2014

Teilnehmer: 38

#### Kategorie bis 71kg
| Platz | Land          | Sportler                |
| ----- | ------------- | ----------------------- |
| 1     | Russland      | Tschingis Labasanow     |
| 2     | Türkei        | Yunus Özel              |
| 3     | Iran          | Afshin Byabangard       |
| 3     | Aserbaidschan | Rasul Chunayew          |
| 5     | Belarus       | Aliaksandr Dzemyanovich |
| 5     | Armenien      | Varsham Boranyan        |
| 7     | Turkmenistan  | Shermet Permanov        |
| 8     | Kasachstan    | Demeu Schadyrajew       |
|       |               |                         |
| 17    | Deutschland   | Matthias Maasch         |

Datum: 14. September 2014

Teilnehmer: 30

#### Kategorie bis 75kg
| Platz | Land               | Sportler             |
| ----- | ------------------ | -------------------- |
| 1     | Armenien           | Arsen Dschulfalakjan |
| 2     | Kroatien           | Neven Žugaj          |
| 3     | Vereinigte Staaten | Andrew Thomas Bisek  |
| 3     | Aserbaidschan      | Elvin Mürsəliyev     |
| 5     | Japan              | Hiroyuki Shimizu     |
| 5     | Georgien           | Surab Datunaschwili  |
| 7     | Indien             | Gurpreet Singh       |
| 8     | Mexiko             | Juan Escobar         |
|       |                    |                      |
| 14    | Österreich         | Florian Marchl       |
|       |                    |                      |
| 23    | Schweiz            | Damian Dietsche      |
|       |                    |                      |
| 31    | Deutschland        | Florian Neumaier     |

Datum: 12. September 2014

Teilnehmer: 39

#### Kategorie bis 80kg
| Platz | Land        | Sportler                  |
| ----- | ----------- | ------------------------- |
| 1     | Ungarn      | Péter Bácsi               |
| 2     | Russland    | Jewgeni Salejew           |
| 3     | Türkei      | Selçuk Çebi               |
| 3     | Schweden    | Jim Eric Filip Pettersson |
| 5     | Kroatien    | Božo Starčević            |
| 5     | Polen       | Tadeusz Michalik          |
| 7     | Iran        | Habibollah Akhlaghi       |
| 8     | Deutschland | Pascal Eisele             |
| 9     | Schweiz     | Jonas Bossert             |
|       |             |                           |
| 19    | Österreich  | Michael Wagner            |

Datum: 13. September 2014

Teilnehmer: 29

#### Kategorie bis 85kg
| Platz | Land          | Sportler                       |
| ----- | ------------- | ------------------------------ |
| 1     | Frankreich    | Mélonin Noumonvi               |
| 2     | Aserbaidschan | Saman Tahmasebi                |
| 3     | Ukraine       | Schan Belenjuk                 |
| 3     | Ungarn        | Viktor Lőrincz                 |
| 5     | Deutschland   | Ramsin Azizsir                 |
| 5     | Schweden      | Kristofer Alf Ragnar Johansson |
| 7     | Belarus       | Dschawid Gamsatow              |
| 8     | Japan         | Masayuki Amano                 |
|       |               |                                |
| 36    | Österreich    | Amer Hrustanovic               |

Datum: 12. September 2014

Teilnehmer: 36

#### Kategorie bis 98kg
| Platz | Land        | Sportler             |
| ----- | ----------- | -------------------- |
| 1     | Armenien    | Artur Aleksanjan     |
| 2     | Deutschland | Oliver Hassler       |
| 3     | Iran        | Ghasem Rezaei        |
| 3     | Türkei      | Cenk İldem           |
| 5     | Belarus     | Aliaksandr Hrabovik  |
| 5     | Rumänien    | Alin Alexuc-Ciurariu |
| 7     | Bulgarien   | Wladislaw Metodiew   |
| 8     | Estland     | Ardo Arusaar         |
|       |             |                      |
| 22    | Österreich  | Daniel Gastl         |

Datum: 14. September 2014

Teilnehmer: 30

#### Kategorie bis 130kg
| Platz | Land        | Sportler          |
| ----- | ----------- | ----------------- |
| 1     | Kuba        | Mijaín López      |
| 2     | Türkei      | Rıza Kayaalp      |
| 3     | Estland     | Heiki Nabi        |
| 3     | Russland    | Biljal Machow     |
| 5     | Bulgarien   | Ljubomir Dimitrow |
| 5     | Deutschland | Eduard Popp       |
| 7     | Schweden    | Johan Eurén       |
| 8     | Iran        | Behram Mehdizadeh |

Datum: 13. September 2014

Teilnehmer: 23

### Freistil

#### Kategorie bis 57kg
| Platz | Land          | Sportler                    |
| ----- | ------------- | --------------------------- |
| 1     | Nordkorea     | Yang Kyong-il               |
| 2     | Georgien      | Wladimer Chintschegaschwili |
| 3     | Iran          | Hassan Rahimi               |
| 3     | Belarus       | Uladzislau Andreyeu         |
| 5     | Japan         | Yūki Takahashi              |
| 5     | Mongolei      | Erdenebatyn Bechbajar       |
| 7     | Aserbaidschan | Aymedmabi Guezzatilov       |
| 8     | Bulgarien     | Mehmed Feraim               |
|       |               |                             |
| 18    | Deutschland   | Marcel Ewald                |

Datum: 8. September 2014

Teilnehmer: 30

#### Kategorie bis 61kg
| Platz | Land          | Sportler                  |
| ----- | ------------- | ------------------------- |
| 1     | Aserbaidschan | Hacı Əliyev               |
| 2     | Iran          | Masoud Esmailpourjouybari |
| 3     | Mongolei      | Enchsaichany Njam-Otschir |
| 3     | Kuba          | Yowlys Bonne Rodriguez    |
| 5     | Kasachstan    | Artas Sana                |
| 5     | Moldau        | Andrei Perpeliță          |
| 7     | Bulgarien     | Wladimir Dubow            |
| 8     | Polen         | Krzysztof Bienkowski      |

Datum: 9. September 2014

Teilnehmer: 27

#### Kategorie bis 65kg
| Platz | Land        | Sportler                  |
| ----- | ----------- | ------------------------- |
| 1     | Russland    | Soslan Ramonow            |
| 2     | Iran        | Seyed Ahmad Mohammadi     |
| 3     | Mongolei    | Gandsorigiin Mandachnaran |
| 3     | Moldau      | Mihail Sava               |
| 5     | Belarus     | Asamat Nurykau            |
| 5     | Türkei      | Mustafa Kaya              |
| 7     | Japan       | Daichi Takatani           |
| 8     | Puerto Rico | Franklin Gómez            |
|       |             |                           |
| 20    | Deutschland | Martin Sebastian Daum     |
|       |             |                           |
| 31    | Österreich  | Maximilian Außerleitner   |

Datum: 9. September 2014

Teilnehmer: 32

#### Kategorie bis 70kg
| Platz | Land               | Sportler                |
| ----- | ------------------ | ----------------------- |
| 1     | Russland           | Chetag Zabolow          |
| 2     | Türkei             | Yakup Gör               |
| 3     | Usbekistan         | Bekzod Abdurahmonov     |
| 3     | Belarus            | Ali Schabanau           |
| 5     | Tadschikistan      | Selimchon Jussufow      |
| 5     | Kanada             | Cleopas Ncube           |
| 7     | Ecuador            | Yoan Blanco             |
| 8     | Vereinigte Staaten | Nicholas Thomas Marable |

Datum: 8. September 2014

Teilnehmer: 29

#### Kategorie bis 74kg
| Platz | Land               | Sportler               |
| ----- | ------------------ | ---------------------- |
| 1     | Russland           | Denis Zargusch         |
| 2     | Japan              | Sohsuke Takatani       |
| 3     | Vereinigte Staaten | Jordan Burroughs       |
| 3     | Kuba               | Livan Lopez            |
| 5     | Ukraine            | Rustam Dudaiev         |
| 5     | Georgien           | Dschumber Qwelaschwili |
| 7     | Usbekistan         | Rashid Kurbanov        |
| 8     | Aserbaidschan      | Əşrəf Əliyev           |
|       |                    |                        |
| 23    | Deutschland        | Andriy Shyyka          |

Datum: 9. September 2011

Teilnehmer: 32

#### Kategorie bis 86kg
| Platz | Land          | Sportler                           |
| ----- | ------------- | ---------------------------------- |
| 1     | Russland      | Abdulraschid Sadulajew             |
| 2     | Kuba          | Reineris Salas                     |
| 3     | Türkei        | Selim Yaşar                        |
| 3     | Iran          | Mohammadhossein Askari Mohammadian |
| 5     | Kasachstan    | Aslan Kachidse                     |
| 5     | Aserbaidschan | Gamzat Osmanov                     |
| 7     | Indien        | Naresh Kumar                       |
| 8     | Bulgarien     | Michail Ganew                      |
|       |               |                                    |
| 28    | Österreich    | Dominic Klaus Peter                |

Datum: 8. September 2014

Teilnehmer: 38

#### Kategorie bis 97kg
| Platz | Land          | Sportler                   |
| ----- | ------------- | -------------------------- |
| 1     | Russland      | Abdussalam Gadissow        |
| 2     | Aserbaidschan | Chetag Gasjumow            |
| 3     | Kuba          | Javier Cortina             |
| 3     | Ukraine       | Waleri Andriizew           |
| 5     | Georgien      | Elisbar Odikadse           |
| 6     | Albanien      | Egzon Shala                |
| 7     | Mongolei      | Dordschchandyn Chuderbulga |
|       |               |                            |
| 18    | Österreich    | Johannes Ludescher         |
| 19    | Schweiz       | Philipp Marces Hutter      |
|       |               |                            |
| 25    | Deutschland   | William Harth              |

Datum: 9. September 2014

Teilnehmer: 31

#### Kategorie bis 125kg
| Platz | Land               | Sportler                       |
| ----- | ------------------ | ------------------------------ |
| 1     | Türkei             | Taha Akgül                     |
| 2     | Iran               | Komeil Ghasemi                 |
| 3     | Russland           | Chadschimurad Gazalow          |
| 3     | Vereinigte Staaten | Tervel Dlagnev                 |
| 5     | Ukraine            | Oleksandr Chozjaniwskyj        |
| 5     | Belarus            | Alexei Schemarow               |
| 7     | Mongolei           | Dschargalsaichany Tschuluunbat |
| 8     | Aserbaidschan      | Aslan Dzebisov                 |
|       |                    |                                |
| 9     | Deutschland        | Nick Matuhin                   |

Datum: 8. September 2014

Teilnehmer: 26

## Frauen

### Freistil

#### Kategorie bis 48kg
| Platz | Land               | Sportler                    |
| ----- | ------------------ | --------------------------- |
| 1     | Japan              | Eri Tōsaka                  |
| 2     | Polen              | Iwona Matkowska             |
| 3     | Aserbaidschan      | Mariya Stadnik              |
| 3     | Nordkorea          | Kim Hyun Gyong              |
| 5     | Rumänien           | Emilia Alina Vuc            |
| 5     | Vereinigte Staaten | Alyssa Lampe                |
| 7     | Moldau             | Iulia Leorda                |
| 8     | Argentinien        | Patricia Alejandra Bermudez |
|       |                    |                             |
| 21    | Deutschland        | Jaqueline Schellin          |

Datum: 10. September 2014

Teilnehmer: 42

#### Kategorie bis 53kg
| Platz | Land        | Sportler              |
| ----- | ----------- | --------------------- |
| 1     | Japan       | Saori Yoshida         |
| 2     | Schweden    | Sofia Mattsson        |
| 3     | Kanada      | Jillian Alice Gallays |
| 3     | Nordkorea   | Jong Myong-suk        |
| 5     | Russland    | Natalja Malyschewa    |
| 5     | Moldau      | Natalia Budu          |
| 7     | Mexiko      | Alma Jane Valencia    |
| 8     | Ukraine     | Julija Blahynja       |
|       |             |                       |
| 13    | Deutschland | Laura Mertens         |

Datum: 11. September 2014

Teilnehmer: 28

#### Kategorie bis 55kg
| Platz | Land               | Sportler           |
| ----- | ------------------ | ------------------ |
| 1     | Japan              | Chiho Hamada       |
| 2     | Russland           | Irina Ologonowa    |
| 3     | Vereinigte Staaten | Helen Maroulis     |
| 3     | Ukraine            | Iryna Khariv       |
| 5     | Polen              | Katarzyna Krawczyk |
| 5     | Spanien            | Karima Sanchez     |
| 7     | Tunesien           | Marwa Amri         |
| 8     | Brasilien          | Giullia Rodrigues  |

Datum: 10. September 2014

Teilnehmer: 19

#### Kategorie bis 58kg
| Platz | Land               | Sportler                |
| ----- | ------------------ | ----------------------- |
| 1     | Japan              | Kaori Ichō              |
| 2     | Russland           | Walerija Scholobowa     |
| 3     | Belarus            | Nastassja Hutschok      |
| 3     | Türkei             | Elif Jale Yeşilırmak    |
| 5     | Vereinigte Staaten | Allison Mackenzie Ragan |
| 5     | Ecuador            | Lisset Antes            |
| 7     | Bulgarien          | Mimi Nikolova Christowa |
| 8     | Mongolei           | Tungalagiin Mönchtujaa  |

Datum: 11. September 2014

Teilnehmer: 23

#### Kategorie bis 60kg
| Platz | Land          | Sportler                  |
| ----- | ------------- | ------------------------- |
| 1     | Mongolei      | Sücheegiin Tserentschimed |
| 2     | Aserbaidschan | Julija Ratkewitsch        |
| 3     | Russland      | Natalja Golz              |
| 3     | Bulgarien     | Tajbe Jusein              |
| 5     | Finnland      | Petra Olli                |
| 5     | Schweden      | Johanna Mattsson          |
| 7     | Ukraine       | Oksana Herhel             |
| 8     | Indien        | Sakshi Malik              |

Datum: 10. September 2014

Teilnehmer: 16

#### Kategorie bis 63kg
| Platz | Land               | Sportler                 |
| ----- | ------------------ | ------------------------ |
| 1     | Ukraine            | Julija Tkatsch           |
| 2     | Vereinigte Staaten | Elena Pirozhkova         |
| 3     | Russland           | Walerija Lasinskaja      |
| 3     | Lettland           | Anastasija Grigorjeva    |
| 5     | Schweden           | Henna Johansson          |
| 5     | Polen              | Monika Ewa Michalik      |
| 7     | Belarus            | Maryja Mamaschuk         |
| 8     | Kanada             | Danielle Suzanne Lappage |
|       |                    |                          |
| 14    | Deutschland        | Nadine Weinauge          |

Datum: 11. September 2014

Teilnehmer: 25

#### Kategorie bis 69kg
| Platz | Land        | Sportler               |
| ----- | ----------- | ---------------------- |
| 1     | Deutschland | Aline Focken           |
| 2     | Japan       | Sara Doshō             |
| 3     | Lettland    | Laura Skujina          |
| 3     | Russland    | Natalja Worobjowa      |
| 5     | Mexiko      | Diana Gonzalez         |
| 5     | Schweden    | Jenny Fransson         |
| 7     | Ukraine     | Alina Stadnyk-Machynja |
| 8     | Kanada      | Dorothy Yeats          |

Datum: 10. September 2014

Teilnehmer: 24

#### Kategorie bis 75kg
| Platz | Land                | Sportler                |
| ----- | ------------------- | ----------------------- |
| 1     | Vereinigte Staaten  | Adeline Gray            |
| 2     | Brasilien           | Aline da Silva Ferreira |
| 3     | Mongolei            | Otschirbatyn Burmaa     |
| 3     | Volksrepublik China | Zhou Qian               |
| 5     | Kolumbien           | Andrea Carolina Olaya   |
| 5     | Estland             | Epp Mäe                 |
| 7     | Japan               | Hiroe Suzuki            |
| 8     | Bulgarien           | Stanka Slatewa          |
|       |                     |                         |
| 16    | Deutschland         | Maria Selmaier          |

Datum: 11. September 2014

Teilnehmer: 19

## Doping
Der Türke Şamil Erdoğan (3. Platz Freistil bis 97 kg) wurde wegen Dopings disqualifiziert.